# بجيميسواف كرايفيسكي
بجيميسواف كرايفيسكي (بالبولندية: Przemysław Krajewski) مواليد 20 يناير 1987 في تسيخانوف، بولندا، هو لاعب كرة يد بولندي يلعب كجناح أيسر. مثل منتخب بولندا لكرة اليد. شارك في دورة الألعاب الأولمبية الصيفية سنة 2016. حقق المركز الثالث في بطولة العالم لكرة اليد للرجال 2015.

## سجل المنافسة
شارك في البطولات التالية:
- بطولة العالم لكرة اليد للرجال 2015
- بطولة أوروبا لكرة اليد للرجال 2014
- بطولة أوروبا لكرة اليد للرجال 2016
- الألعاب الأولمبية الصيفية 2016

## الميداليات
| الميدالية | المسابقة                           |
| --------- | ---------------------------------- |
| برونزية   | بطولة العالم لكرة اليد للرجال 2015 |

## روابط خارجية
- بجيميسواف كرايفيسكي على موقع الاتحاد الأوروبي لكرة اليد (الإنجليزية)
- بجيميسواف كرايفيسكي على موقع أوليمبيديا (الإنجليزية)
- بجيميسواف كرايفيسكي على موقع اللجنة الأولمبية البولندية (مؤرشف) (البولندية)